# حكزهن (حديبو)

تعديل مصدري - تعديل

حكزهن إحدى قرى مديرية حديبو التابعة لمحافظة سقطرى، بلغ تعداد سكانها 74 نسمة حسب تعداد اليمن لعام 2004.